# Liste der Monuments historiques in Morvillers
Die Liste der Monuments historiques in Morvillers führt die Monuments historiques in der französischen Gemeinde Morvillers auf.

## Liste der Bauwerke
| Bezeichnung | Beschreibung                  | Standort | Kennzeichnung | Schutzstatus | Datum | Bild           |
| ----------- | ----------------------------- | -------- | ------------- | ------------ | ----- | -------------- |
| Herrenhaus  | Erbaut im 15./16. Jahrhundert | (Lage)   | PA60000064    | Inscrit      | 2006  | weitere Bilder |